# Friedrich von Alvensleben (General)
Friedrich von Alvensleben (* 7. August 1837 in Weteritz; † 5. Oktober 1894 in Hannover) war ein preußischer Generalleutnant.

## Leben

### Herkunft
Friedrich war ein Sohn des Kammerherrn Wilhelm von Alvensleben-Isenschnibbe (1798–1853) und dessen Ehefrau Auguste, geborene Gräfin von Osten-Sacken (1804–1890). Er hatte zwölf Geschwister, darunter den preußischen Generalleutnant Alkmar von Alvensleben (1841–1898).

### Militärkarriere
Alvensleben besuchte das Gymnasium und das Berliner Kadettenhaus. Am 2. Mai 1856 wurde er als charakterisierter Portepeefähnrich dem 1. Garde-Regiment zu Fuß der Preußischen Armee überwiesen und avancierte Ende Dezember 1857 zum Sekondeleutnant. Ab Oktober 1864 war Alvensleben zunächst auf ein Jahr zur Dienstleistung beim Rheinischen Jäger-Bataillon Nr. 8 und anschließend für ein weiteres Jahr zum Rheinischen Feldartillerie-Regiment Nr. 8 kommandiert. Unter Beförderung zum Premierleutnant erfolgte Ende Januar 1866 seine Versetzung in das 2. Thüringische Infanterie-Regiment Nr. 32. Mit seinem Verband nahm Alvensleben während des folgenden Deutschen Krieges am Mainfeldzug teil. Er kämpfte bei Hammelburg, Helmstadt sowie bei Uettingen und wurde am 20. September 1866 mit Kabinettsorder für sein tapferes Verhalten belobigt.
Nach dem Friedensschluss stieg er Mitte März 1869 zum Hauptmann und Kompaniechef auf. Als solcher nahm Alvensleben 1870/71 während des Krieges gegen Frankreich an den Kämpfen bei Weißenburg, Wörth, Sedan, Artenay, Orléans, Beaugency-Cravant,  Le Mans und der Belagerung von Paris teil. Neben dem Eisernen Kreuz II. Klasse wurde er mit dem Ritterkreuz I. Klasse des Ordens Philipps des Großmütigen und dem Herzoglich Sachsen-Ernestinischen Hausordens mit Schwertern sowie dem Ritterkreuz des Ordens der Württembergischen Krone mit Schwertern ausgezeichnet.
Alvensleben avancierte Mitte Januar 1879 zum überzähligen Major, stieg Mitte Dezember 1880 zum etatsmäßigen Stabsoffizier auf und wurde am 15. November 1883 als Kommandeur des Füsilier-Bataillons in das 2. Oberschlesische Infanterie-Regiment Nr. 23 nach Neisse versetzt. Vom 15. Mai 1886 bis zum 3. August 1888 war er als Oberstleutnant etatsmäßiger Stabsoffizier, also Stellvertreter des Regimentskommandeurs, im Colbergschen Grenadier-Regiment (2. Pommersches) Nr. 9. Anschließend beauftragte man Alvensleben zunächst mit der Führung des 1. Westfälischen Infanterie-Regiments Nr. 13 in Münster und ernannte ihn am 13. November 1888 unter Beförderung zum Oberst zum Regimentskommandeur. Daran schloss sich ab dem 20. Oktober 1891 eine Verwendung als Generalmajor und Kommandeur der 39. Infanterie-Brigade in Hannover an. Anlässlich des Ordensfestes erhielt Alvensleben im Januar 1894 den Roten Adlerorden II. Klasse mit Eichenlaub, bevor er am 14. Mai 1894 in Genehmigung seines Abschiedgesuches unter Verleihung des Charakters als Generalleutnant zur Disposition gestellt wurde.
Alvensleben verstarb unverheiratet.